# وارترس سامورغاشف
وارترس سامورغاشف (ارمنی: Վարդերես Սամուրղաշև؛ روسی: Вартерес Самургашев؛ زادهٔ ۹ سپتامبر ۱۹۷۶) کشتی‌گیر بازنشستهٔ ارمنستانی- روسیه‌ای است که در دستهٔ سبک‌وزن کشتی فرنگی برای روسیه رقابت می‌کرد. او برندهٔ یک مدال طلا (۲۰۰۰) و یک برنز (۲۰۰۴) بازی‌های المپیک، دو مدال طلای مسابقات قهرمانی کشتی جهان (۲۰۰۲، ۲۰۰۵) و دو مدال طلای مسابقات قهرمانی کشتی اروپا (۲۰۰۰، ۲۰۰۶) است. سامورغاشف رئیس فدراسیون کشتی منطقه روستوف و سخنگوی فدراسیون کشتی روسیه بوده است.
سامورغاشف در مسابقات دستهٔ ۶۳ کیلوگرم المپیک ۲۰۰۰ سیدنی، ابتدا شرف ارقلو کشتی‌گیر نامدار ترکیه‌ای را ۵–۲ شکست داد، در دور بعد ولادیمیر زاوادزکی لهستانی را با نتیجهٔ ۸–۰ قاطعانه پشت سر گذاشت. او کوین براکن از آمریکا را هم ۱۱ بر ۵ برد و به نیمه‌نهایی رسید. سامورغاشف در نیمه‌نهایی آکاکی چاچوا گرجستانی را ۷ بر ۴ شکست داد و به فینال راه پیدا کرد. در فینال او بر خوان مارن کوبایی که مدال‌آور المپیک‌های قبل بود هم ۳–۰ پیروز شد و به مدال طلا رسید.